# Rumble in the Jungle

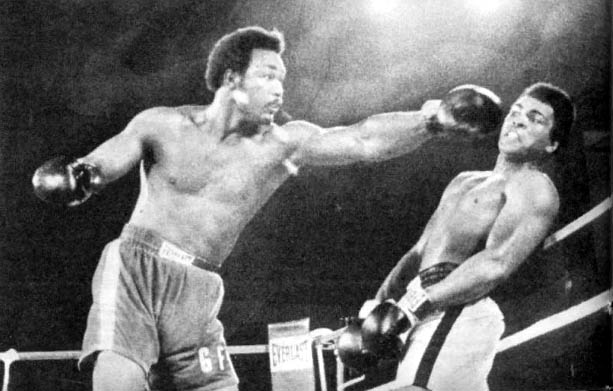
Ali uhýbá Foremanově úderu

Rumble in the Jungle („Rvačka v džungli“) byl boxerský zápas o titul profesionálního mistra světa v těžké váze mezi Muhammadem Alim a Georgem Foremanem. Konal se 30. října 1974 na Stadionu 20. května v Kinshase a navštívilo ho 60 000 diváků. U televizorů zápas sledovalo zhruba 50 000 000 lidí po celém světě.
Zápas zorganizoval promotér Don King a každý z účastníků získal odměnu pět milionů amerických dolarů. Konžský diktátor Mobutu Sese Seko se nabídl jako hostitel a sponzor, neboť ostře sledovaná akce pro něj byla ideální příležitostí k propagaci. Byl to největší sportovní souboj pořádaný na africkém kontinentu a měl demonstrovat sebevědomí nově nezávislých států. Součástí programu byl také koncert, na kterém vystoupili B. B. King, Miriam Makeba a skupina Fania All-Stars.
Favoritem byl úřadující mistr světa Foreman, který do té doby absolvoval v profesionálním ringu čtyřicet zápasů bez porážky. Vyzyvatel Muhammad Ali byl po svém odmítnutí narukovat do vietnamské války v roce 1967 zbaven titulu a tři roky nesměl boxovat. Ali si svými prohlášeními na podporu práv černochů získal sympatie afrického publika, které ho povzbuzovalo voláním „Boma ye!“ („Zabij ho!“).
V zápase měl dlouho převahu Foreman. Ali použil taktiku nazvanou rope-a-dope, při níž ustupoval do provazů a nechal soupeře unavit. V osmém kole přešel do protiútoku a podařilo se mu Foremana knockoutovat. Díky vítězství získal Muhammad Ali po sedmi letech zpět titul mistra světa. Celkový výtěžek utkání byl sto milionů dolarů.
Norman Mailer napsal o utkání knihu The Fight a v roce 1996 natočil Leon Gast celovečerní dokument When We Were Kings, za který získal Oscara. V anketě Channel 4 byl Rumble in the Jungle zařazen na sedmé místo mezi největší události sportovní historie.